# Maison Mozart à Augsbourg
La maison Mozart à Augsbourg est la maison d'un artisan du XVIIe siècle, dans laquelle Leopold Mozart, père de Wolfgang Amadeus, est né en 1719. Dedans, il y a depuis 1937 une exposition rappelant l'histoire de la famille Mozart à Augsbourg. Le 16 juin 1993, la Maison de Mozart a rouvert ses portes après plusieurs périodes de fermeture et des transformations.
Parmi les collections du musée, on trouve des livres, des lettres, des gravures et des partitions et instruments de musique. La pièce centrale est un pianoforte de Johann Andreas Stein, sur lequel ont joué à la fois Leopold Mozart et plus tard Wolfgang Amadeus Mozart.